# Zaalhof

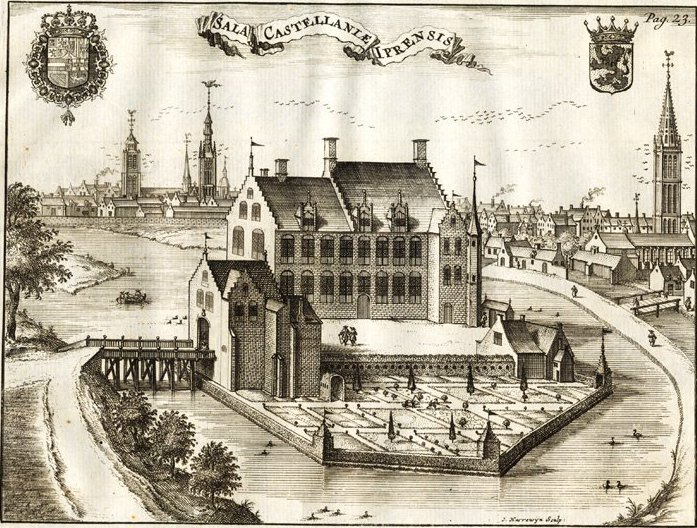
Het Zaalhof op een gravure van Jacob Harrewijn (ca. 1650)

Het Zaalhof (Saelhove) was een grafelijk kasteel in Ieper. 
De naam dateert uit de 16e eeuw. In oudere bronnen wordt het kasteel beschreven als mote du comte (1320) en 'sgravenwalle' (1431).
Het bouwwerk ontstond rond 1128-1130 als een motteburcht, toen de meer noordelijk gelegen Grafelijke motte van Ieper werd opgegeven. De Zaalhofmotte werd gebouwd aan de rand van de handelskern rond de Sint-Pieterskerk. Zijn brede wallen sloten aan op de Ieperlee. Onder graaf Filips van den Elzas werd de Zaalhofmotte omstreeks 1168 omgevormd tot een aula met residentieel karakter. Omstreeks 1187-1190 werd een kapel toegevoegd.
Het hof was een feodaal eiland binnen de vrije stad. Na de 13e eeuw verloor het zijn functie als grafelijke residentie. De burggraaf werd vervangen door een baljuw, en het kasteel werd alleen nog de zetel van de Zaal en Kasselrij van Ieper (de gronden onder grafelijke rechtspraak, het leenhof en de kasselrij). Men ging spreken van de sala castellaniae. Hier zetelden de grafelijke bestuursorganen: een voor het leven benoemde baljuw, bijgestaan door een negenkoppige schepenbank; het leenhof; en de kasselrijraad (generale vergaderinghe). Ze hadden administratief-fiscale en gerechtelijke bevoegdheden.
In de 15e eeuw was het Zaalhof twee keer de zetel van de Raad van Vlaanderen: van 1451 tot 1462 en van 1492 tot 1498. Omdat stilaan verval intrad, werd een nieuw Kasselrijhof betrokken aan de Grote Markt. Nochtans bleef het Zaalhof nog tot ver in de 17e eeuw in gebruik voor ondervragingen, folteringen, opsluitingen en terechtstellingen. Op het laatst was het waarschijnlijk enkel nog een gevangenis. Hierna werden de grachten gedempt en werd er een plein aangelegd.

## Trivia
- Graaf Robrecht III van Vlaanderen had zijn residentie in het Zaalhof en overleed er in 1322.

## Voetnoten
1. ↑  Adriaan Verhulst, "Les origines de la ville d'Ypres (XIe-XIIe siècles)." in: Revue du Nord, nr. 329, 1999, p. 11, n. 26. DOI:10.3406/rnord.1999.2903
2. ↑  Adriaan Verhulst, "Les origines de la ville d'Ypres (XIe-XIIe siècles)." in: Revue du Nord, nr. 329, 1999, p. 14, n. 42. DOI:10.3406/rnord.1999.2903
3. ↑  Marc Dewilde en Franky Wyffels, "Ieper Arsenaalstraat: een gemiste kans voor het Zaalhof (W.-Vl.)" in: Archaeologia Mediaevalis, 2007, nr. 30, p. 60
4. ↑  J. De Gryse, T. Boncquet en P. Pype, Archeologisch onderzoek van de Solidum Terra-site (Ieper): zevenhonderd jaar wonen en werken, onuitgegeven opgravingsrapport, Ruben Willaert bvba, 2011
5. ↑  J. De Gryse, T. Boncquet en P. Pype, "Archeologisch onderzoek op de soldium terra-site (Ieper, West-Vlaanderen): 700 jaar wonen en werken" in: Archaeologie Mediaevalis, 2012, nr. 35, p. 107-113
6. ↑  Johnny De Meulemeeste, "Le début du château. La motte castrale dans les Pays-Bas méridionaux" in: Château Gaillard. Études de castellologie médiévale, XVI, 1994, p. 127
7. ↑  Adriaan Verhulst, "Les origines de la ville d'Ypres (XIe-XIIe siècles)." in: Revue du Nord, nr. 329, 1999, p. 13. DOI:10.3406/rnord.1999.2903
8. ↑  Alphonse Vanden Peereboom, "Essai de numismatique Yproise (suite)" in: Revue Belge de Numismatique, 1875, p. 455-456